# Kristianstad/Åhus Jazzfestival
Kristianstad-Åhus Jazzfestival grundades 1971 och arrangeras sedan starten av föreningen Blue Bird Jazzclub (som bildades 1951). 
Festivalen arrangerades i starten i Åhus, men flyttades 1976 till Kristianstad. Vid starten arrangerades jazzfestivalen sommartid. Under 2000-talet flyttades festivalen till hösten några år, men sedan 2010 har festivalen återvänt till att arrangeras sommartid.